# L'Exposition coloniale
L’Exposition coloniale est un roman d’Erik Orsenna publié le 1er septembre 1988 et ayant obtenu le prix Goncourt et le prix Goncourt des lycéens la même année.

## Historique
Le roman obtient le prix Goncourt le 14 novembre 1988 au sixième tour de scrutin par cinq voix contre quatre devant Les Derniers Jours de Charles Baudelaire de Bernard-Henri Lévy et une seule devant La Gare de Wannsee de François-Olivier Rousseau.

## Résumé
Gabriel Orsenna, né en 1883, travaille pour une manufacture de caoutchouc qui le mène au Brésil, puis durant la Seconde Guerre mondiale, à Paris. Il est amoureux de deux femmes britanniques. Durant les années cinquante, il assiste à l'effondrement de l'Empire colonial français. Le père de Gabriel, Louis, est libraire et vend des atlas et des guides coloniaux. Il est passionné par cet empire français et transmet cette passion à son fils. Les points de vue des deux hommes s'entrecroisent.

## Éditions
- L’Exposition coloniale, éditions du Seuil, 1988  (ISBN 2-02-010017-7).